# Дневна красавица
„Дневна красавица“ (на френски: Belle de jour) е френско-италиански филм от 1967 година, драма с еротични елементи на режисьора Луис Бунюел по негов сценарий в съавторство с Жан-Клод Кариер, базиран на едноименния роман на Жозеф Кесел.

## Сюжет
В центъра на сюжета е млада жена от средната класа, която започва да прекарва свободните си следобеди през седмицата, работейки като проститутка.

## В ролите
| Изпълнител       | Роля                                 |
| ---------------- | ------------------------------------ |
| Катрин Деньов    | Северина Серизи / Дневната Красавица |
| Жан Сорел        | Пиер Серизи                          |
| Мишел Пиколи     | Анри Юсон                            |
| Женевиев Паж     | мадам Анаис                          |
| Маша Мерил       | Рене Февре                           |
| Франсиско Рабал  | Иполит                               |
| Пиер Клементи    | Марсел                               |
| Франсис Бланш    | Мосю Адолф                           |
| Франсуаза Фабиан | Шарлота                              |
| Мария Латур      | Матилда                              |
| Жорж Маршал      | Херцогът                             |
| Мюни             | Палас                                |

## Награди
- 1967 – Награда „Златен лъв“ на Фестивала във Венеция
- 1967 – Награда „Пазинети“ на Фестивала във Венеция